# Amare per vivere
Amare per vivere, pubblicato nel 1972, è un album del cantautore italiano Gino Paoli.
Il disco non è mai stato ripubblicato su supporto digitale. Edito e distribuito dalla Durium, raccoglie dodici nuove incisioni di Paoli. Alcune di esse sono cover di brani scritti da cantautori stranieri e in qualche caso già editi in Italia. Marcia nuziale, scritta da Georges Brassens era già nota nella versione italiana, scritta e interpretata da Fabrizio De André. Ballata d'autunno, del catalano Joan Manuel Serrat, era stata cantata in italiano da Mina e inclusa nell'album Altro, uscito qualche mese prima.
Gli arrangiamenti dei dodici brani sono firmati da Pinuccio Pirazzoli.

## Tracce

### Lato A
1. Amare per vivere - 3:59 - (G.Paoli/G.Paoli)
2. Donna di «balera» - 3:27 - (G.Paoli/E.Ventre/P.Sorgi)
3. Sogno di gioventù - 3:01 - (G.Paoli/P.Limiti/J.M.Serrat)
4. Credi che sia facile - 3:24 - (M.Gaido/W.Morales)
5. Col tempo - 3:24 - (E.Medail/L.Ferré)
6. Bozzoliana - 3:56 - (G.Paoli)

### Lato B
1. Non si vive in silenzio - 3:06 - (G.Paoli/E.Ventre/P.Sorgi/G.Paoli)
2. Ti sei mai accorta - 3:36 - (G.Paoli/E.Ventre/P.Sorgi)
3. Marcia nuziale - 3:20 - (F.De André/G.Brassens)
4. Una canzone buttata via - 4:03 - (G.Paoli)
5. Amare inutilmente - 2:35 - (G.Paoli/G.Agate)
6. Ballata d'autunno - 4:34 - (P.Limiti/J.M.Serrat)

Non si vive in silenzio aveva partecipato nello stesso 1972 al concorso Un disco per l'estate ed era stata quindi edita a 45 giri prima della pubblicazione dell'album (facciata B: Amare per vivere).
Amare inutilmente è stata inclusa nel 1978 nella colonna sonora del film Ecce bombo di Nanni Moretti.